# 마인드스케이프
마인드스케이프(Mindscape)는 프랑스의 게임 회사였다.

## 개발한 소프트웨어
- 데자뷔 (비디오 게임)
- 페이퍼보이 (비디오 게임)
- 페르시아의 왕자 (1989년 비디오 게임)
- 심어스
- 심앤트
- 출동! 지구특공대
- 페르시아의 왕자 2: 쉐도우 앤 더 플레임
- 페르시아의 왕자 3D